# Un treno va in Oriente
Un treno va in Oriente (Поезд идёт на восток) è un film del 1947 diretto da Julij Jakovlevič Rajzman.